# Чавес, Нелли
Нелли Чавес де Райт (в замужестве — Аландиа) (исп. Nelly Chávez de Wright (Alandia), 17 декабря 1945) — боливийская легкоатлетка, выступавшая в марафонском беге. Участвовала в летних Олимпийских играх 1984 года. Первая женщина, представлявшая Боливию на Олимпийских играх.

## Биография
Нелли Чавес родилась 17 декабря 1945 года.
Занималась марафонским бегом, неоднократно выступала на международных соревнованиях. На Skylon International Marathon в 1978 году представляла американский город Буффало.
В 1984 году вошла в состав сборной Боливии на летних Олимпийских играх в Лос-Анджелесе. Выступала в марафонском беге и заняла 42-е место среди 44 финишировавших с результатом 2 часа 51 минута 35 секунд, уступив 26 минут 43 секунды победительнице — Джоан Бенуа из США.
Чавес стала первой женщиной, представлявшей Боливию на Олимпийских играх.
В 1987 году заняла 6-е место в марафоне на Панамериканских играх в Индианаполисе (3:02.48), уступив 10 минут 42 секунды победительнице Марии дель Кармен из Мексики, финишировавшей с рекордом Игр.

## Личный рекорд
- Марафон — 2:48.32 (1983)[3]